# Aspeboda
Aspeboda är en tätort i Falu kommun vars centrala del utgörs av kyrkbyn i Aspeboda socken med Aspeboda kyrka.
Aspeboda har en golfbana dit också restaurang hör. Det finns också en byskola byggd 2014 och en bygdegård.

## Befolkningsutveckling
| Befolkningsutvecklingen i Aspeboda 2015–2020 | Befolkningsutvecklingen i Aspeboda 2015–2020 | Befolkningsutvecklingen i Aspeboda 2015–2020 | Befolkningsutvecklingen i Aspeboda 2015–2020 | Befolkningsutvecklingen i Aspeboda 2015–2020 |
| --- | -------------------------------------------- | -------------------------------------------- | -------------------------------------------- | -------------------------------------------- |
| |                                              |                                              |                                              |                                              |
| År |                                              |                                              | Folkmängd                                    | Areal (ha)                                   |
| 2015 | 2015                                         |                                              | 219                                          | 106                                          |
| 2020 | 2020                                         |                                              | 344                                          | 180                                          |
| Anm.: Ny tätort 2015. 2020 uppgick Nygården, Falu kommun i tätorten. Området omfattar de tidigare småorterna Stråtjärn och Gunnarsbo, Slaggen och Aspeboda, där den senare 2010 hade 96 invånare på 35 hektar |                                              |                                              |                                              |                                              |